# اندرو شرات
اندرو شرات (انگلیسی: Andrew Sherratt; ۸ مهٔ ۱۹۴۶ – ۲۴ فوریهٔ ۲۰۰۶) دانشمند در زمینه باستان‌شناسی اهل بریتانیا بود. او یکی از تاثیرگذارترین باستان‌شناسان نسل خود قلمداد می‌شود و بیشتر از هر چیز برای نظریهٔ انقلاب کالاهای ثانویه (بر اساس نظریه نظام‌های جهانی) شناخته شده‌است.
او همسر باستان‌شناس انگلیسی سوزان شرات بود.